# Monika Zehrt

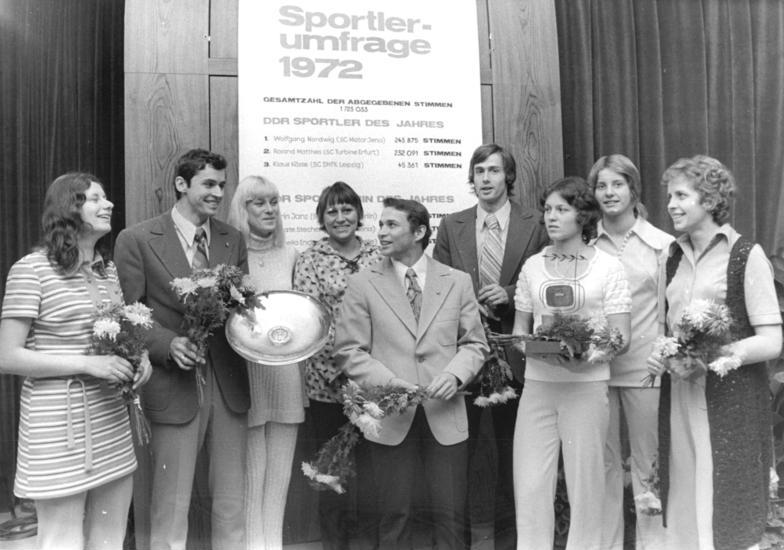
Monika Zehrt, 3e en partant de la droite.

Monika Zehrt, née le 29 septembre 1952 à Riesa, est une ancienne athlète d'Allemagne de l'Est spécialisée dans le 400 mètres.

## Club
- SC Dynamo Berlin

## Palmarès

### Jeux olympiques d'été
- Jeux olympiques d'été de 1972 à Munich ( Allemagne de l'Ouest)
  -  Médaille d'or sur 400 m
  -  Médaille d'or en relais 4 × 400 m

### Championnats d'Europe d'athlétisme
- Championnats d'Europe de 1971 à Helsinki ( Finlande)
  -  Médaille d'or en relais 4 × 400 m

### Records du monde
- record du monde du 4 × 400 mètres en 3 min 29 s 28 le 15 août 1971
- record du monde du 4 × 400 mètres en 3 min 28 s 48 en 1972
- record du monde du 4 × 400 mètres en 3 min 22 s 95 en 1972
- record du monde égalé du 400 mètres en 51 s 00 le 4 août 1972